# 宇野比呂士
宇野 比呂士（うの ひろし、1962年4月6日 - 2018年）は、日本の漫画家。
大分県出身。男性。故人。代表作は「キャプテンキッド」、「天空の覇者Z」。
アニメ化などがされていないことから知名度はやや低いものの、「マガジンSPECIAL」の看板作家として長年活躍するなど、高い画力と熱血感あふれるストーリー展開から、ファンの間では評価の高い作家の一人である。

## 経歴
九州大学の工学部に入学。専攻は電子工学であり、「天空の覇者Z」は綿密な科学的考証のもとに描かれているという。卒論のテーマは「磁界が生体に及ぼす影響について」で、アフリカツノガエルの受精卵を強力な電磁界下に置き、細胞分裂の活発な状態でどのような影響を受けるのかを研究していた。
22歳当時はマンガ家になろうとは露ほども思っておらず、研究に没頭していたという。逆算すると、そこから方向転換して、わずか1年ほどで漫画家としてデビューしている。

### 漫画家として
1985年、「見上げてごらん 夜の星を」でデビュー。1986年から週刊少年マガジンで連載された「名探偵Mr.カタギリ」は、短期連載ながら好評となる。
1990年よりマガジンSPECIALで連載スタートした「キャプテンキッド」が人気となり、約3年間の長期連載となる。1995年に週刊少年マガジンで連載開始された「秘石戦記ストーンバスター!」は、全4巻で打ち切りとなってしまう。
1997年よりマガジンSPECIALで連載された「天空の覇者Z」が大きな人気を得て、2002年まで長期連載される。「歴史もの」「剣術アクション」「怪異とのバトル」「超兵器同士による戦闘シーン」という空想科学冒険マンガ作品であり、宇野にとってそれまでの集大成とも言える作品であった。
2003年よりマガジンSPECIALにて「魔法戦記LUNALUNA」、2006年よりコミックボンボンにて「恐竜世紀ダイナクロア」を連載するが、いづれも短期連載で終わった。以降は、「マンガでよめる! 十五少年漂流記」などの名作の漫画化に取り込む。

### 死去
2018年3月26日、公式サイトの元運営者より死去したと発表された。詳細な日時は非公開で、死因は脳溢血。公式サイトの元運営者よると、亡くなる前の著者はアシスタントを使わず、独りで毎日原稿に向かっていたという。
シャーロック・ホームズ原作の 「バスカビル家の犬」 が遺作となるが、2022年現在でまだ発売されていない。脱稿済であるが、表紙を描いていなかったとのこと。次回作予定は、同じくシャーロック・ホームズの「緋色の研究」であったが、ネームの途中だったという。

## 作品リスト
- 名探偵Mr.カタギリ（原作：鐘田頌太朗 週刊少年マガジン、1986～1988、全5巻）
- キャプテンキッド（マガジンSPECIAL→週刊少年マガジン→マガジンSPECIAL、1990～1993、全10巻、再版全12巻）
- 秘石戦記ストーンバスター!（週刊少年マガジン、1994年35号～1995年16号、全4巻、ワイド版全3巻）
- 幕末覇王伝カオル（描き下ろし、1995、全1巻）
- 天空の覇者Z（マガジンSPECIAL、1997年2月号～2002年9月号、全16巻）
- 魔法戦記LUNALUNA（マガジンSPECIAL、2003～2004、全3巻）
- 恐竜世紀ダイナクロア（コミックボンボン、2006年2月号～2007年8月号、全4巻）
- マンガでよめる! 十五少年漂流記（原作：ジュール・ヴェルヌ、2016、全1巻）
- シャーロック・ホームズ 「バスカビル家の犬」 講談社 (遺作) 2023年1月現在、コミックス化はされていない。